# Państwowe Techniczne Kursy Zawodowe
Państwowe Techniczne Kursy Zawodowe (niem. Staatliche Technische Fachkurse Lemberg) – rodzaj wyższych kursów zawodowych, 4-letnich, bez prawa nadawania dyplomów ukończenia wyższych studiów i stopni naukowych, prowadzonych na Politechnice Lwowskiej w okresie okupacji niemieckiej, od marca 1942 do maja 1944.

## Wykładane specjalności
- budowa maszyn
- chemia przemysłowa
- elektrotechnika
- miernictwo
- budowa dróg i mostów
- architektura
- budownictwo lądowe i wodne
- rolnictwo
- leśnictwo

## Kandydaci na studia
Przyjmowano przede wszystkim Ukraińców, ze względu na ich uprzywilejowaną pozycję wobec Polaków w czasie niemieckiej okupacji. Musieli wykazać się pochodzeniem aryjskim, mieć ukończone 18 lat, min. 4 klasy polskiego gimnazjum lub 3 klasy szkoły wieczorowej i rok praktyki zawodowej lub 8 klas szkoły średniej typu sowieckiego. Starsze roczniki składały się w dużym stopniu z Polaków kontynuujących wcześniej rozpoczęte studia.

Na kursy uczęszczało:
- w 1942 – 759 słuchaczy
- w 1943 – 1753 słuchaczy (w tym 1176 Ukraińców i 557 Polaków)

Absolwentami kursów byli m.in.:
- prof. Wacław Szybalski
- doc. inż. Zbigniew Benedykt Bruliński
- dr Maria Kuczyńska

## Wykładowcy
Kierownikiem kursów był doktor Teodor Bödefeld, profesor maszyn elektrycznych politechniki w Monachium. Zaangażował on do pracy wszystkich dotychczasowych profesorów, docentów, asystentów i służbę administracyjną Politechniki Lwowskiej. Formalnie językiem wykładowym był niemiecki, jednak przeważał zdecydowanie język polski.
Wykładowcami kursów byli m.in. profesorowie:
- Włodzimierz Burzyński
- Edward Sucharda
- Wiktor Jakób
- Adolf Joszt
- Marian Kamieński
- Janusz Groszkowski
- Stefan Banach
- Antoni Wereszczyński (prawnik)
- Stanisław Łukasiewicz
- Marian Osiński
- Dezydery Szymkiewicz
- Bolesław Świętochowski
- Jan Landberger
- Adolf Polak
- Robert Szewalski
- Adam Kuryłło
- Kazimierz Zipser

Kadra naukowa kursów działała w większości w ruchu podziemnym, prowadząc także tajne nauczanie
 według przedwojennych programów, co ułatwiło absolwentom uznanie egzaminów czy dyplomów po 1945 w nowych granicach Polski.